# Manute Bol
Manute Bol, född 16 oktober 1962 i Turalei eller Gogrial, Warrap, Sudan, död 19 juni 2010 i Charlottesville, Virginia, var en sudanesisk basketspelare. Han avled i komplikationer från Stevens–Johnsons syndrom.

## Familj
Bol var son till en Dinkastamhövding, som gav honom namnet "Manute", som betyder "speciell välsignelse". Med sina 231 cm var han den näst längste spelaren någonsin att spela i National Basketball Association efter Gheorghe Mureșan. Bol var dock naturligt lång, till skillnad från Mureșan som led av en hypofyssjukdom. Bol var den första afrikanska spelare som värvades till NBA.
Bols familj var även de ovanligt långa: "Min mamma var 208 cm, min pappa 203 cm och min syster 203 cm", har han sagt. Bol fick 10 barn, varav fyra med sin andra fru, Ajok.[källa behövs] Manute Bols son Bol Bol är en nuvarande aktiv spelare i National Basketball Association. Han spelar som center i laget Denver Nuggets.

## Karriär
Bol spelade för många olika basketlag under sin karriär. Han spelade för två collegelag och fyra NBA-lag. Bol var speciellt duktig på att blocka skott och ansågs under sin tid som en av de absolut bästa. Hans spel ansågs i övrigt inte som något speciellt. Han är den enda spelaren i NBA-historia som blockat fler skott än de sammanlagda poängen han gjort under match.
Bol började spela basket 1978 och spelade i lag i Wau och Khartoum i flera år.

## Lag
- Washington Bullets (1985-1988)
- Golden State Warriors (1988-1990)
- Philadelphia 76ers (1990-1993)
- Miami Heat (1993-1994)
- Washington Bullets (1994, två matcher)
- Philadelphia 76ers (1994, fyra matcher)
- Golden State Warriors (1994-1995)